# Kastelstein

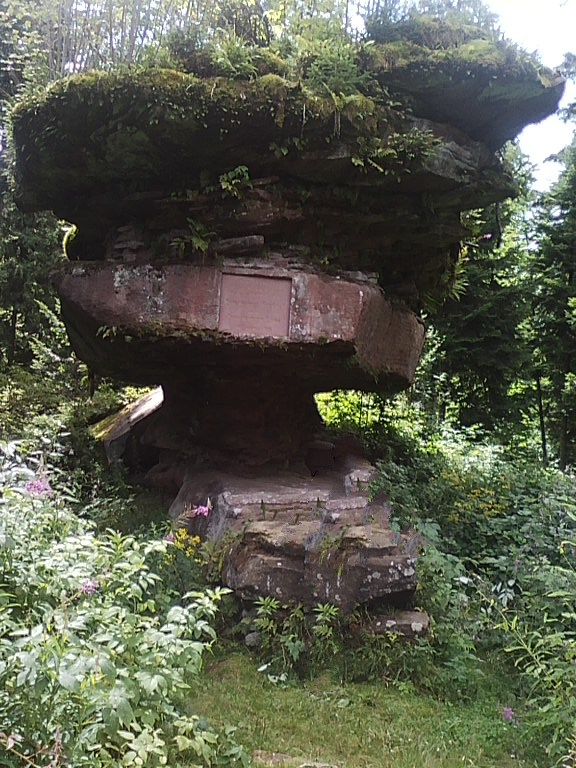
Die Schmalseite des Kastelsteins von Norden her gesehen

Der Kastelstein ist eine einzeln auf einem Bergsattel im Bereich des Kniebis im Schwarzwald stehende Felsformation aus Buntsandstein. Sie befindet sich auf 825 Meter ü. NN etwas versteckt im Wald zwischen Bad Peterstal-Griesbach und Bad Rippoldsau-Schapbach. 

## Geologie
Der Kastelstein ist in seiner Gesamtheit ein Felsblock mit horizontal gelagerten, unterschiedlich harten Sandsteinschichten, der – aus stratigraphischer Sicht – dem unteren Geröllhorizont des mittleren Buntsandsteins zuzuordnen ist. Durch jahrhundertelange Auswaschungen der weicheren Schichten entstand annähernd die Form eines Tisches von etwa 10 Meter Länge und 5 Meter Breite, dessen Sockel stellenweise kaum zwei Meter breit ist.
Am südlichen Ende der Formation befinden sich mehrere große Gesteinsblöcke, die von dem 1881 zusammengebrochenen sog. Kleinen Kastelstein stammen sollen. 
Der Fels ist mit Buschwerk und kleinen Bäumen bewachsen. Auch die Unterseiten der Felsplatte weisen an zahlreichen Stellen einen Bewuchs auf, insbesondere von Farnen. 

## Kulturgeschichte
Die auffällige Fels ist schon seit Langem ein Touristenmagnet. Zahlreiche eingravierte Inschriften gehen mindestens bis ins 19. Jahrhundert zurück, einige wirken professionell steinmetzartig ausgearbeitet. An der Nordseite befindet sich eine in den Fels einmodellierte Tafel, deren goldene Inschrift an den Besuch des großherzoglichen Paares im Jahr 1858 erinnert.
Um das Felsgebilde zu erhalten, wurde es in den vergangenen Jahrzehnten stellenweise restauriert.